# Diviacka Nová Ves
Diviacka Nová Ves (Hongaars: Divékújfalu, Duits: Divickneudorf) is een Slowaakse gemeente in de regio Trenčín, en maakt deel uit van het district Prievidza.
Diviacka Nová Ves telt 1.772 inwoners.